# Goran Vrbanc
Goran Vrbanc (Rijeka, 8. listopada 1984.) je hrvatski profesionalni košarkaš. Igra na poziciji bek šutera, a trenutačno je član hrvatskog KK Zadar.

## Karijera
Karijeru je započeo 2003. u riječkom "Triglavu", gdje je zajedno trenirao s Baždarićem. Najbolja sezona mu je bila 2005./2006. kada je imao prosjek 21,8 koševa, 2,8 skoka i 1,6 asista po utakmici U "Triglavu" je ostao ukupno tri sezone, a 2006. odlazi u zagrebačku Cibonu. Sudjelovao je na dva hrvatska All-Star susreta, 2005. i 2006. Iako mu je karijera krenula u dobrom smjeru, čak je bio pozvan na pripreme Hrvatske reprezentacije u Selcu za Svjetsko prvenstvo u Japanu 2006., ali ozljedio se u siječnju 2007. 
Nakon operacije stopala i stres frakture koju je zaradio četiri mjeseca kasnije, prošao je čitavu rehabilitaciju, i čak je 13 mjeseci ukupno proveo izvan parketa. Iako se činilo da je teška ozljeda iza njega, novi liječnički nalazi pokazali su zbog dugog mirovanja, koji su prethodili njegovom povratku, mora otići na novu operaciju desnog stopala koja bi omogućila da se vrati u ono stanje u kojem je bilo prije tegoba. Ozljeda ga je udaljila s parketa skoro tri godine. 
Iako se je uspio oporaviti, Cibona ništa nije prepustila slučaju, nego je sporazumno s njim odlučila raskinuti ugovor. U veljači 2009. odlazi na posudbu u bosanskohercegovački Široki ERONET. Istekom posudne na kraju sezone natrag se vratio u Cibonu i bio priključen prvoj momčadi.

## Vanjske poveznice
- Profil na NLB.com